# Box na Letních olympijských hrách 1904
Box na Letních olympijských hrách 1904.

## Medailisté

### Muži
| Kategorie                      | Zlato                                          | Stříbro                                          | Bronz                                            |
| ------------------------------ | ---------------------------------------------- | ------------------------------------------------ | ------------------------------------------------ |
| Muší váha (+ 47,6 kg)          | George Finnegan · Spojené státy americké (USA) | Miles Burke · Spojené státy americké (USA)       | Nebyla udělena                                   |
| Bantamová váha (– 52,2 kg)     | Oliver Kirk · Spojené státy americké (USA)     | George Finnegan · Spojené státy americké (USA)   | Nebyla udělena                                   |
| Pérová váha (– 56,7 kg)        | Oliver Kirk · Spojené státy americké (USA)     | Frank Haller · Spojené státy americké (USA)      | Frederick Gilmore · Spojené státy americké (USA) |
| Lehká váha (+ 61,2 kg)         | Harry Spanjer · Spojené státy americké (USA)   | Russell van Horn · Spojené státy americké (USA)  | Peter Sturholdt · Spojené státy americké (USA)   |
| Lehká střední váha (+ 65,8 kg) | Albert Young · Spojené státy americké (USA)    | Harry Spanjer · Spojené státy americké (USA)     | Joseph Lydon · Spojené státy americké (USA)      |
| Střední váha (+ 71,7 kg)       | Charles Mayer · Spojené státy americké (USA)   | Benjamin Spradley · Spojené státy americké (USA) | Nebyla udělena                                   |
| Těžká váha (+ 71,7 kg)         | Samuel Berger · Spojené státy americké (USA)   | Charles Mayer · Spojené státy americké (USA)     | William Michaels · Spojené státy americké (USA)  |

## Přehled medailí podle zemí
| Pořadí | Země                   | Zlato | Stříbro | Bronz | Celkově |
| ------ | ---------------------- | ----- | ------- | ----- | ------- |
| 1.     | Spojené státy americké | 7     | 7       | 4     | 18      |